# Roberto Frangella
Roberto Frangella (n. Buenos Aires, 6 de octubre de 1942) es un arquitecto, escultor y pintor argentino. Se ha destacado por organizar experiencias de autoconstrucción asistida. Sus obras han sido expuestas en el Centro Cultural Recoleta, en el Centro Cultural Borges, el Museo Nacional de Bellas Artes, Museo Sívori, el Museo de Bellas Artes de Berlín, la Fundación Joan Miró de Barcelona, entre otros. Se recibió de arquitecto en la Universidad de Buenos Aires y forma junto a Guillermo Dergarabedian desde 1983 el estudio Dergarabedian Frangella Arquitectos.

## Obra
Con motivo de su exposición titulada Muestra cartonera, Frangella ha declarado:

"Con mis objetos reciclados quiero decir, en forma de metáfora, que el camino es ser capaces de ver con otros ojos, tomar algo entre las manos y por medio de una ilusión transformarlo en otra cosa. Así como los envases descartables pueden convertirse en una escultura, sin dejar de ser envases descartables, así nosotros podemos reconstruir un país con la ilusión de justicia y la igualdad...

En otra ocasión Frangella ha definido su trabajo de la siguiente manera:

Mi trabajo. Trabajo con materiales reciclables, cartones y todo lo cotidiano. Creo en un arte efímero/ que valga por lo que despierta en el otro. Es mejor perdurar en el pensamiento de los demás que nos siguen, que dejar obras perdurables. Este modo de trabajar me acerca así a los que menos poseen y me demuestra que el arte no es a causa del mármol, sino de lo que sentimos los hombres/
El dibujo y la pintura son la escritura musical. Mi música compuesta de apuntes, registros y compases reflexivos suena dentro de cada espíritu, se escucha con los oídos del alma
y en el mas absoluto silencio. Así como un rumor de paz nos dirá que podemos participar de esta tierra maravillosa.

Existen obras suyas expuestas permanentemente en:
- Ciudad de Buenos Aires:
  - Iglesia de San Patricio Belgrano): Camino de los Palotinos, monumento en recuerdo de los religiosos asesinados en la Masacre de San Patricio.[2]

En 2003 presentó un proyecto de Memorial para el World Trade Center de Nueva York